# 柴田民男
柴田 民男（しばた たみお、1949年4月5日 - ）は、東京都出身の元プロ野球選手（投手）。

## 来歴・人物
日大三高では、同期の古賀正明とともに投手陣の中心として活躍。1965年秋季東京大会では1回戦で先発を任されるが、堀越高に大敗。1966年の夏の甲子園東京都予選の決勝に進出するが修徳高に敗退、自らの登板はなかった。1966年秋季東京大会では日体荏原高との準々決勝で先発するが、延長15回の末に敗退。1967年夏は都予選準決勝でまたも堀越高に7回コールド負け、甲子園出場はならなかった。古賀以外の高校同期に畑野実三塁手がいる。
高校卒業後は、畑野とともに日本大学へ進学。小山良春（三協精機）、鈴木博（三菱自動車川崎）に次ぐ投手として活躍した。東都大学野球リーグでは1971年秋季リーグに優勝。同年の明治神宮野球大会でも亜大を降し初優勝。
大学卒業後は、社会人野球の富士重工業へ入団。1974年には日立製作所の補強選手として都市対抗野球に出場。2回戦で新日本製鐵堺に補強された山口高志（松下電器）と投手戦を展開、延長14回0-1xでサヨナラ負けを喫した。翌1975年の都市対抗野球では富士重工業のエースとして出場するが、1回戦で大丸に敗退。
その後退団し、家業の寿司屋で修行をしていたが、1976年オフにドラフト外で大洋ホエールズへ入団。28歳のルーキーとして話題になるが、出場機会には恵まれず1978年限りで現役を引退した。
右のオーバーハンドで球の出どころがつかみにくく、コーナーをゆさぶる投球を身上とし、武器はストレート、大小2種類のカーブ、スライダー、決め球はシュートだった。

## 詳細情報

### 年度別投手成績
| 年 度    | 球 団    | 登 板 | 先 発 | 完 投 | 完 封 | 無 四 球 | 勝 利 | 敗 戦 | セ 丨 ブ | ホ 丨 ル ド | 勝 率 | 打 者 | 投 球 回 | 被 安 打 | 被 本 塁 打 | 与 四 球 | 敬 遠 | 与 死 球 | 奪 三 振 | 暴 投 | ボ 丨 ク | 失 点 | 自 責 点 | 防 御 率 | W H I P |
| -------- | -------- | ----- | ----- | ----- | ----- | -------- | ----- | ----- | -------- | ----------- | ----- | ----- | -------- | -------- | ----------- | -------- | ----- | -------- | -------- | ----- | -------- | ----- | -------- | -------- | ------- |
| 1977     | 大洋     | 3     | 0     | 0     | 0     | 0        | 0     | 0     | 0        | --          | ----  | 20    | 4.0      | 8        | 1           | 1        | 0     | 1        | 2        | 0     | 0        | 2     | 2        | 4.50     | 2.25    |
| 通算:1年 | 通算:1年 | 3     | 0     | 0     | 0     | 0        | 0     | 0     | 0        | --          | ----  | 20    | 4.0      | 8        | 1           | 1        | 0     | 1        | 2        | 0     | 0        | 2     | 2        | 4.50     | 2.25    |

### 背番号
- 30 （1977年 - 1978年）